# Webbinella
Webbinella, en ocasiones erróneamente denominado Arwebbinum, es un género de foraminífero bentónico de la subfamilia Webbinellinae, de la familia Polymorphinidae, de la superfamilia Polymorphinoidea, del suborden Lagenina y del orden Lagenida. Su especie-tipo es Trochammina (Webbina) irregularis var. hemisphaerica. Su rango cronoestratigráfico abarca desde el Albiense (Cretácico inferior) hasta la Actualidad.

## Discusión
Clasificaciones previas incluían Webbinella en la superfamilia Nodosarioidea.

## Clasificación
Webbinella incluye a las siguientes especies:
- Webbinella arctica
- Webbinella bassensis
- Webbinella bipartita
- Webbinella clavata
- Webbinella concava
- Webbinella coronata
- Webbinella cretacea
- Webbinella depressa
- Webbinella disparicella
- Webbinella earlandi
- Webbinella farcta
- Webbinella gibbosa
- Webbinella hemisphaerica
- Webbinella limosa
- Webbinella quadripartita
- Webbinella rugosa
- Webbinella subhemisphaerica
- Webbinella tholus